# Алтвин (Айхщет)
Алтвин (на немски: Altwin; † 847 ?) е княжески епископ на Айхщет от 837 (?) до 847 (?) г.

## Произход
Той е вероятно, както предшествениците му, от баварския благороднически род Ронингер. Алтвин е вероятно племенник на Адалвин, епископ на Регенсбург (791 – 816).
След смъртта му през 847 г. епископ става Отгар от баварския благороднически род Ронингер.